# Jerzy Wiatr
Jerzy Józef Wiatr (ur. 17 września 1931 w Warszawie) – polski socjolog i politolog, działacz komunistyczny w okresie PRL, profesor nauk humanistycznych i nauczyciel akademicki, poseł na Sejm I, II i III kadencji, w latach 1996–1997 minister edukacji narodowej. Ojciec Sławomira Wiatra.

## Życiorys

### Działalność naukowa
Ukończył w 1954 studia na Wydziale Filozofii i Socjologii Uniwersytetu Warszawskiego. W 1957 obronił doktorat, w 1961 habilitację. W 1967 został profesorem nadzwyczajnym, w 1976 zwyczajnym.
W latach 1951–1958 i 1969–1980 był zatrudniony na Uniwersytecie Warszawskim. Był m.in. kierownikiem Zakładu Socjologii Polityki Instytutu Socjologii UW. Od 1958 do 1968 kierował Katedrą Socjologiczną Wojskowej Akademii Politycznej im. Feliksa Dzierżyńskiego. Od 1959 do 1965 wykładał na Uniwersytecie Jagiellońskim. Od 1965 do 1969 był wicedyrektorem Instytutu Filozofii i Socjologii Polskiej Akademii Nauk. Od 1964 do 1967 i od 1976 do 1979 pełnił funkcję prezesa zarządu głównego Polskiego Towarzystwa Nauk Politycznych. Od 1975 do 1977 był dyrektorem Instytutu Socjologii, a 1977 do 1980 dziekanem Wydziału Nauk Społecznych UW. W latach 1979–1982 zajmował stanowisko wiceprezesa International Political Science Association. Gościnnie wykładał m.in. na University of Michigan, University of British Columbia i University of Manchester. W 2007 objął funkcję rektora Europejskiej Wyższej Szkole Prawa i Administracji w Warszawie, którą sprawował do 2013.

### Działalność polityczna w PRL
Od 1948 do 1957 należał do Związku Młodzieży Polskiej. W 1949 wstąpił do PZPR, której członkiem był do momentu jej rozwiązania w 1990. Był członkiem powołanego po wprowadzeniu w Polsce stanu wojennego Zespołu Partyjnych Socjologów przy KC PZPR. Od 1981 do 1984 był dyrektorem Instytutu Podstawowych Problemów Marksizmu-Leninizmu KC PZPR. W 1981 został członkiem komisji KC PZPR powołanej dla wyjaśnienia przyczyn i przebiegu konfliktów społecznych w dziejach Polski Ludowej. W 1989 brał udział w obradach Okrągłego Stołu po stronie rządowej.

### Działalność polityczna w III RP
W latach 1991–1997 sprawował mandat posła na Sejm I i II kadencji. Członek Sojuszu Lewicy Demokratycznej. Od 2008 zasiadał w komisji etyki tego ugrupowania.
W latach 1996–1997 pełnił funkcję ministra edukacji narodowej z ramienia SLD w rządzie Włodzimierza Cimoszewicza. Podczas swojej kadencji był niechętny dla prowadzenia religii w szkołach. W swoich wystąpieniach wypowiadał się m.in. na temat konkordatu, prowadzenia religii w przedszkolach i w zerówkach, finansowania Papieskiej Akademii Teologicznej. Wprowadził jako eksperta do ministerstwa znanego seksuologa Zbigniewa Lwa-Starowicza, co spotkało się to z protestami ze strony części nauczycieli i rodziców oraz Kościoła katolickiego. Podczas wizyty na Uniwersytecie Jagiellońskim na dziedzińcu Collegium Medicum został obrzucony surowymi jajami.
W 2001 przez kilka miesięcy był posłem Sejmu III kadencji; mandat uzyskał w miejsce Danuty Waniek.

## Odznaczenia
W 1996 został odznaczony przez prezydenta Aleksandra Kwaśniewskiego Krzyżem Komandorskim z Gwiazdą Orderu Odrodzenia Polski.

## Publikacje
- Naród i państwo: socjologiczne problemy kwestii narodowej (KiW, 1969)
- Polska – nowy naród. Proces formowania się socjalistycznego narodu polskiego (tom 198 serii Omega, Warszawa 1971)
- Socjologia stosunków politycznych (PWN, 1977)
- Społeczeństwo. Wstęp do socjologii systematycznej (PWN, 1979)
- Drogi do wolności: polityczne mechanizmy rozwoju krajów postkolonialnych (IPM-L KC PZPR, 1982)
- Socjologia wojska (MON, 1982)
- Marksistowska teoria rozwoju społecznego (PWN, 1983)
- Marksizm i polityka (seria Biblioteka Studiów nad Marksizmem, KiW, 1987)
- Socjologia wielkiej przemiany (KAP, 1999)
- Socjaldemokracja wobec wyzwań XXI wieku (Scholar, 2000)
- Socjologia polityki (Scholar, 2002)
- Refleksje o polskim interesie narodowym (IFiS PAN, 2004)
- Europa pokomunistyczna – przemiany państw i społeczeństw po 1989 roku (Scholar, 2006)